# Zygmunt Klemensiewicz (politik)
Zygmunt Klemensiewicz (24. března 1874 Komańcza – 8. srpna 1948 Krakov) byl rakouský a polský politik z Haliče, na počátku 20. století poslanec Říšské rady, v meziválečném Polsku poslanec Sejmu a člen senátu.

## Biografie
Vystudoval právo, přírodní vědy a medicínu na Jagellonské univerzitě v Krakově a medicínu na Berlínské univerzitě. V letech 1897–1900 byl asistentem na rentgenovém oddělení chirurgické kliniky v Krakově. Angažoval se v politice. Již jako student se zapojil do činnosti Polské sociálně demokratické strany v Haliči a založil její satelitní mládežnickou organizaci. Redigoval venkovský tiskový orgán Prawo ludu a publikoval v dalších tiskovinách.
Na počátku 20. století se zapojil i do celostátní politiky. Ve volbách do Říšské rady roku 1911 získal mandát v Říšské radě (celostátní zákonodárný sbor) za obvod Halič 46. Byl členem poslanecké frakce Polský klub. Ve vídeňském parlamentu setrval až do zániku monarchie. K roku 1911 se profesně uvádí jako redaktor.
Za světové války se zapojil do Polských legií a po vzniku samostatného Polska byl majorem polské armády.
V roce 1918 byl členem Polské likvidační komise. V letech 1919–1922 byl poslancem Sejmu. V roce 1918 opustil sociální demokracii a přidal se k nové formaci Bezpartyjny Blok Współpracy z Rządem (Nestranický blok pro spolupráci s vládou). V letech 1930–1935 byl členem Polského senátu. V období let 1920–1927 zasedal v obecní radě v Krakově. V letech 1934–1939 řídil v Krakově Ústav pro sociální pojištění. Za druhé světové války podporoval odboj a byl dvakrát zatčen gestapem. Po válce se ještě do roku 1946 vrátil k působení v čele Ústavu pro sociální pojištění.

## Fotogalerie

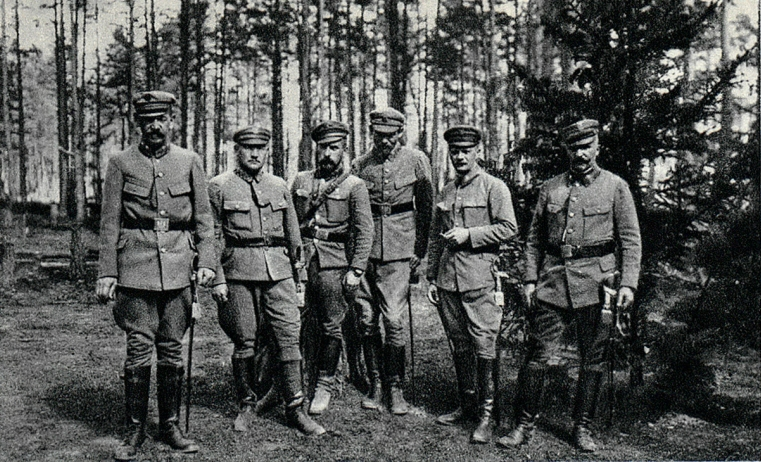
Poslední zleva (u stromu): Zygmunt Klemensiewicz